# 超酸
超酸（ちょうさん、superacid）は100%硫酸よりも酸性が強い酸の総称。超強酸（ちょうきょうさん、superstrong acid）とも呼ばれる。

## 概要
トリフルオロメタンスルホン酸 (CF3SO3H、triflic acid とも) やフルオロスルホン酸 (FSO3H) はいずれも硫酸の1000倍以上の酸性度を持つ。多くの超酸は2種類以上の化合物の組み合わせにより高い酸性を実現している。
「超酸」という用語はジェームス・B・コナントが過塩素酸系の酸性を研究する中で1927年に初めて用いた。元々は従来の鉱酸よりも強い酸を指す用語であった。硫酸よりも強い酸としての定義は、R. K. Gillespie による。
ジョージ・オラーは、超酸を用いて、それまで不安定な化学種とされてきた様々なカルボカチオン種を直接観測する手法を確立させ、それらの性質を明らかにした。その業績などから、オラーは1994年のノーベル化学賞を受賞した。
オラーが開発したマジック酸 (magic acid) は、ルイス酸のひとつである五フッ化アンチモン (SbF5) と、フルオロ硫酸との混合物である。その名称は、クリスマスパーティーで使ったろうそくの蝋を魔法のように溶かしたことに由来する。
現在までに知られる最も強い超酸はフッ化水素 (HF) と五フッ化アンチモンとの混合物であるフルオロアンチモン(V) 酸である。フルオロアンチモン酸ではまずフッ化水素がプロトン (H+) とフッ化物イオン (F−) に分かれ、そのフッ化物イオンが五フッ化アンチモンと強く結合して八面体型アニオン (SbF6-) を作る。このアニオンは塩基性、求核性が非常に弱いため、遊離したプロトンは非常に反応性の高い "free proton" の状態に近づいており、際だって高い酸性を示す。その酸性は、100% 硫酸と比較して約 1016倍の強さに達する（H0 ≒ −28、硫酸の H0 ≒ −12）。三酸化硫黄 (SO3) を加えると、アンチモン上の配位子の組成を変えることができる。
カリフォルニア大学のクリストファー・リードは、2004年に「単一分子として最強の酸」であるカルボラン酸を報告した。炭素1個とホウ素11個が正二十面体型のクラスターを成した構造を持つ。マジック酸などと異なり、フッ化物イオンを出さないために腐食性がなく、様々な用途が期待されている。